# Erebochlora cacotrocha
Erebochlora cacotrocha là một loài bướm đêm trong họ Geometridae.